# Вебер, Яков Яковлевич
Я́ков Я́ковлевич Ве́бер (1870, Саратовская губерния — 1958, Цивильск, Чувашская АССР) — российский художник, заслуженный художник АССР немцев Поволжья.

## Биография
Родился 25 июля (6 августа) 1870 года в немецкой колонии Бальцер (Голый Карамыш Сосновской волости Камышинского уезда) в Саратовской губернии в многодетной и не очень обеспеченной семье.
Первую свою картину юный художник написал в 16 лет, правда, отец видел его в «более надёжном деле»: столярном или слесарном. Однако Яков Вебер проявил и упорство? и настойчивость в желании быть художником, через 9 лет, уже будучи взрослым и семейным человеком, он вопреки сопротивлению родных и сельского схода, не выдавшего ему свидетельство (аналог паспорта), отбыл в Саратов — учиться искусству.
Художественный музей имени А. Н. Радищева — первое место работы Вебера, куда он поступил копиистом. Впрочем, рутинная подёнщина скоро перестала его удовлетворять, и благодаря советам и участию В. В. Коновалова и В. Э. Борисова-Мусатова Вебер уехал в Москву, где какое-то время работал у К. А. Коровина. Коровин рекомендовал Веберу поехать в Париж. Но с Францией не сложилось, в основном по материальным причинам, и Вебер поступил в Пензенское художественное училище под начало К. А. Савицкого. Из стен училища в 1901 году он вышел уже достаточно зрелым мастером, что видно по его работе «Вьюга. Лошадь под навесом».
Затем он поступил в Высшее художественное училище при Императорской Академии художеств, в классы А. А. Киселёва, где учился до 1909 года (учёба продолжалась долго — приходилось отвлекаться на выполнение заказов, чтобы зарабатывать средства к существованию). Посмотрев его волжские этюды, сам И. Е. Репин предложил Веберу перейти в его мастерскую. За период учёбы Вебер ежегодно принимал участие в выставках, его картины посылались в Голландию, Швецию, Италию, отмечались премиями. Звание художника по окончании Академии в октябре 1909 года он получил за картину «Сумерки на Волге».
В 1915 году Яков Вебер вернулся на «малую родину»; поселился в селе Щербаковка (Мюльберг), ныне Щербатовка, и не вернулся в столицу даже тогда, когда президент Академии художеств И. И. Бродский предложил ему взять руководство кафедрой пейзажа.
В родных местах Вебер был в согласии с самим собой: обучал сельскую молодёжь грамоте и рисованию, руководил республиканской изостудией, после 1917 года преподавал в Покровском (Энгельсском) доме народного творчества, принимал активное участие в жизни детской колонии («друг молодых коммунистов») и писал Волгу так, как должно было её писать во второй половине XIX века — как «главную улицу России». Летом Щербатовка превращалась в «посёлок художников» — на этюды съезжались саратовские живописцы, но их влияние не сказывалось на творчестве Вебера.

## После 1917 года
Зимой 1921 года Вебер был захвачен отрядом повстанцев Пятакова, действовавшего в Заволжье, и только благодаря заступничеству учеников и односельчан избежал смерти. После этого написал мрачную картину «Под лёд».
После создания Автономии поволжских немцев художника пригласили преподавать в студию изобразительных искусств города Энгельс. Впоследствии Яков Вебер руководил республиканской изостудией, неофициально преподавал в Энгельсском доме народного творчества, принимал активное участие в жизни детской колонии (как «друг молодых коммунистов»).
В 1937 году Якова Вебера репрессировали под предлогом его последовательного толстовства и отправили работать на лесоповал.
«Тихий, мягкий, доверчивой души человек трудился в бригаде уголовников. Над художником издевались, смеялись над его слабой, неказистой фигурой, избивали, отнимали продукты. А однажды, когда Вебера придавило упавшим деревом и он не мог сам освободиться, урки не только не помогли, но, пользуясь беззащитностью Якова Яковлевича, ржавым гвоздём содрали с его зубов золотые коронки».
Незадолго до смерти в одном из своих писем он писал: «Я ведь именно человек коммунизма, но свобода художника мне слишком дорога — заказы не люблю, если они тормозят свободу художника… Продавать свои работы я никогда не мог. Даже цену на выполненные работы я не мог назначать — противна была всякая „торговля“, и теперь таким ненормальным остался».
Умер 20 февраля 1958 года в Цивильске (Чувашская АССР).

## Иллюстрации и книжная графика
Работы Я. Вебера печатались в журналах «Нива», «Лукоморье».

## Выставки
На выставках с 1903 года, принимал участие в выставках Академии художеств, «Общества русских акварелистов» и др. Произведения Вебера экспонировались на выставках в России, Италии, Швеции, Голландии.

## Галерея

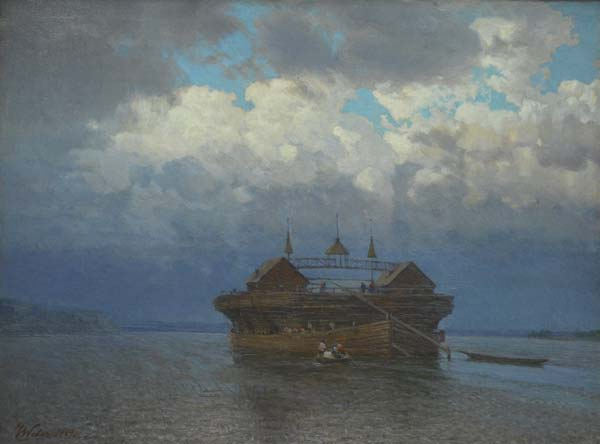
Беляна на Волге. 1929 г. х. м. Я. Вебер.

35 живописных работ Вебера хранятся в Энгельсском краеведческом музее.                                                                                                                                            
- Въюга. Лошадь под навесом (1903).
- Сумерки на Волге (1909)
- Дед Мазай и зайцы (1912)
- Под лёд (1921?)
- Лодка с парусом (1930)
- Последний рейс (1930)
- Уголок леса (1936)
- Варка арбузного мёда (1937)
- Восход луны (?)
- Ледоход (?)
- Весенний разлив (1927)
- Посёлок в степи (?)

2 работы — Чувашский государственный художественный музей
- Пашня (1919)
- Волга (1935)

Иллюстрации картин Чувашского художественного музея